# Rose Wilder Lane
Rose Wilder Lane, född 5 december 1886 i De Smet i South Dakota, död 30 oktober 1968 i Danbury i Connecticut, var en amerikansk journalist, utrikeskorrespondent, politisk teoretiker och författare. Wilder Lane var dotter till den amerikanska författaren Laura Ingalls Wilder. Tillsammans med Ayn Rand och Isabel Paterson räknas Lane som en av grundarna av den amerikanska libertarianism-rörelsen

## Biografi
Rose Wilder Lanes föräldrar var Laura Ingalls Wilder (1867–1957) och Almanzo Wilder (1857–1949), de gifte sig 1885 och fick två barn: Rose år 1886 och en son utan namn som dog strax efter födseln år 1889. På grund av hårda tider flyttade familjen runt en del, mellan Minnesota, Florida, tillbaka till De Smet och slutligen år 1894 till en gård utanför Mansfield i Missouri, kallad Rocky Ridge Farm, där bodde Rose föräldrar sedan kvar livet ut. 
År 1908 flyttade Lane till San Francisco i Kalifornien, där hon arbetade som telegrafist på Fairmont Hotel. I mars 1909 gifte hon med försäljaren och tidningsmannen Gillette Lane, de förblev gifta fram till 1918.
Roger Lea MacBride utkom 1977 med boken Rose Wilder Lane Her Story, där han baserat på Wilder Lanes brev och dagböcker, berättar om hennes liv. Som dotter till Laura Ingalls Wilder, hade hon möjligheten att växa upp med vidare horisonter än de flesta andra barn under det sena 1800-talet, så pass att det var självklart för henne att fortsätta bära vidare pionjärandan och skapa sig ett oberoende och rikt liv, något som ännu var ovanligt för en kvinna vid denna tid.
Rose Wilder Lane var bland annat redaktör vid San Francisco Chronicle, utrikeskorrespondent och en uppskattad skribent i många av landets ledande tidningar, inklusive Sunset, Saturday Evening Post, Harpers, Cosmopolitan, Ladies Home Journal, Good Housekeeping och Redbook. Hennes mest kända bästsäljare Let the Hurricane Roar trycktes kontinuerligt i fyrtio år, och trycks åter i nya upplagor.